# Chasteunòu de Siula
Châteauneuf-les-Bains és un municipi francès situat al departament del Puèi Domat i a la regió d'Alvèrnia-Roine-Alps. L'any 2007 tenia 298 habitants.

## Demografia

### Població
El 2007 la població de fet de Châteauneuf-les-Bains era de 298 persones. Hi havia 136 famílies de les quals 44 eren unipersonals (24 homes vivint sols i 20 dones vivint soles), 48 parelles sense fills, 36 parelles amb fills i 8 famílies monoparentals amb fills.
La població ha evolucionat segons el següent gràfic:
Habitants censats

### Habitatges
El 2007 hi havia 297 habitatges, 142 eren l'habitatge principal de la família, 113 eren segones residències i 42 estaven desocupats. 258 eren cases i 37 eren apartaments. Dels 142 habitatges principals, 118 estaven ocupats pels seus propietaris, 19 estaven llogats i ocupats pels llogaters i 5 estaven cedits a títol gratuït; 8 tenien dues cambres, 19 en tenien tres, 39 en tenien quatre i 76 en tenien cinc o més. 80 habitatges disposaven pel capbaix d'una plaça de pàrquing. A 64 habitatges hi havia un automòbil i a 56 n'hi havia dos o més.

### Piràmide de població
La piràmide de població per edats i sexe el 2009 era:
| Homes | Edats   | Dones |
| ----- | ------- | ----- |
| 0     | 95 o +  | 0     |
| 0     | 90 a 94 | 4     |
| 0     | 85 a 89 | 8     |
| 0     | 80 a 84 | 8     |
| 16    | 75 a 79 | 12    |
| 12    | 70 a 74 | 16    |
| 0     | 65 a 69 | 4     |
| 24    | 60 a 64 | 8     |
| 16    | 55 a 59 | 16    |
| 16    | 50 a 54 | 12    |
| 4     | 45 a 49 | 4     |
| 4     | 40 a 44 | 8     |
| 16    | 35 a 39 | 8     |
| 12    | 30 a 34 | 4     |
| 4     | 25 a 29 | 4     |
| 4     | 20 a 24 | 4     |
| 4     | 15 a 19 | 8     |
| 4     | 10 a 14 | 8     |
| 4     | 5 a 9   | 4     |
| 4     | 0 a 4   | 4     |

## Economia
El 2007 la població en edat de treballar era de 187 persones, 140 eren actives i 47 eren inactives. De les 140 persones actives 126 estaven ocupades (74 homes i 52 dones) i 14 estaven aturades (9 homes i 5 dones). De les 47 persones inactives 23 estaven jubilades, 4 estaven estudiant i 20 estaven classificades com a «altres inactius».

### Ingressos
El 2009 a Châteauneuf-les-Bains hi havia 141 unitats fiscals que integraven 315 persones, la mediana anual d'ingressos fiscals per persona era de 15.321 €.

### Activitats econòmiques
Dels 15 establiments que hi havia el 2007, 1 era d'una empresa extractiva, 3 d'empreses alimentàries, 2 d'empreses de fabricació d'altres productes industrials, 2 d'empreses de construcció, 1 d'una empresa de comerç i reparació d'automòbils, 4 d'empreses d'hostatgeria i restauració i 2 d'empreses classificades com a «altres activitats de serveis».
Dels 4 establiments de servei als particulars que hi havia el 2009, 1 era un paleta, 1 lampisteria i 2 restaurants.
L'únic establiment comercial que hi havia el 2009 era una fleca.
L'any 2000 a Châteauneuf-les-Bains hi havia 14 explotacions agrícoles.

## Poblacions més properes
El següent diagrama mostra les poblacions més properes.